# Phorbia atrogrisea
Phorbia atrogrisea är en tvåvingeart som beskrevs av Tiensuu 1936. Phorbia atrogrisea ingår i släktet Phorbia och familjen blomsterflugor. Arten har ej påträffats i Sverige. Inga underarter finns listade i Catalogue of Life.